# Pegasus-Skulptur (Frankfurt am Main)

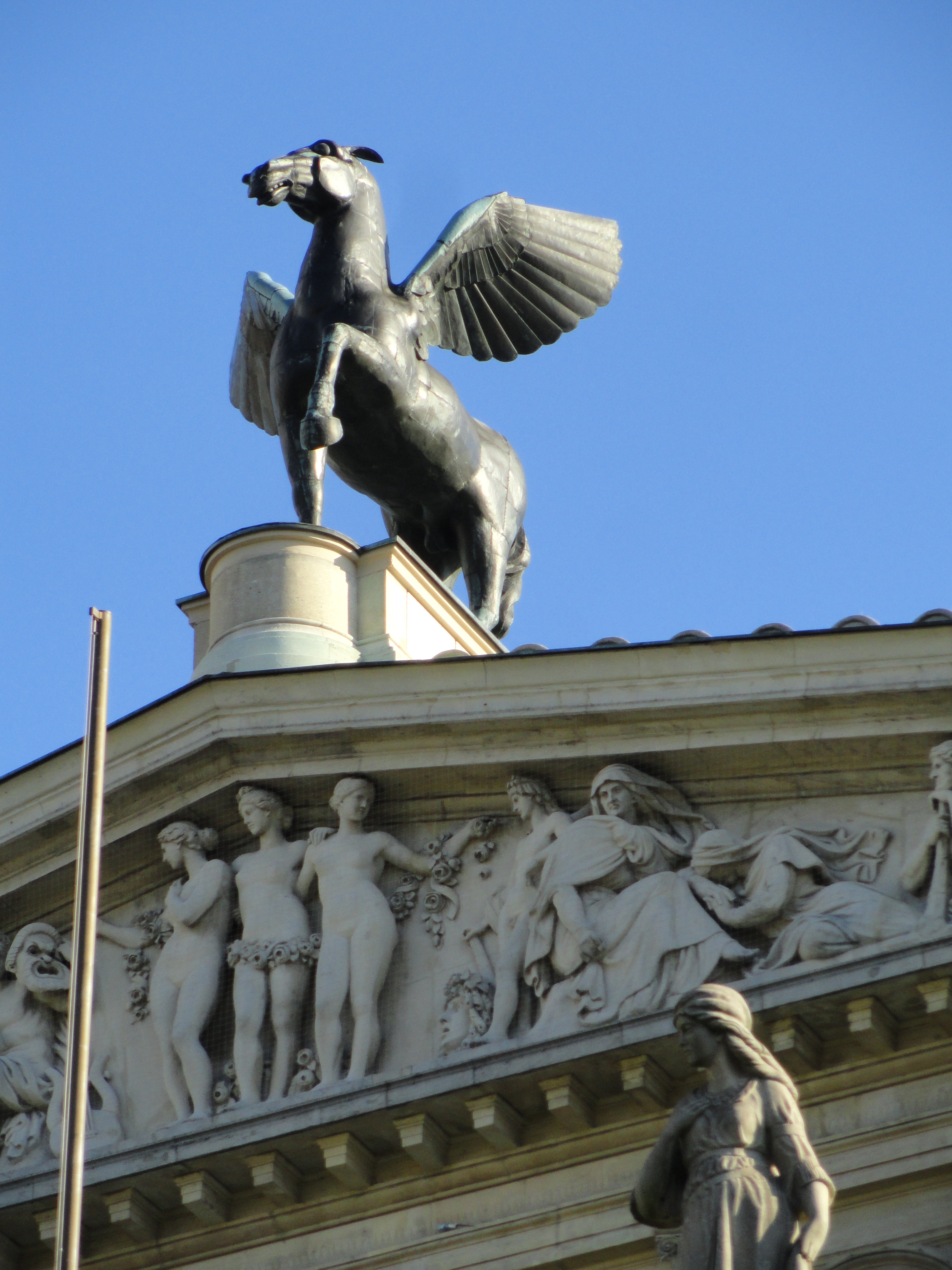
Pegasus-Skulptur auf der Alten Oper, 2012

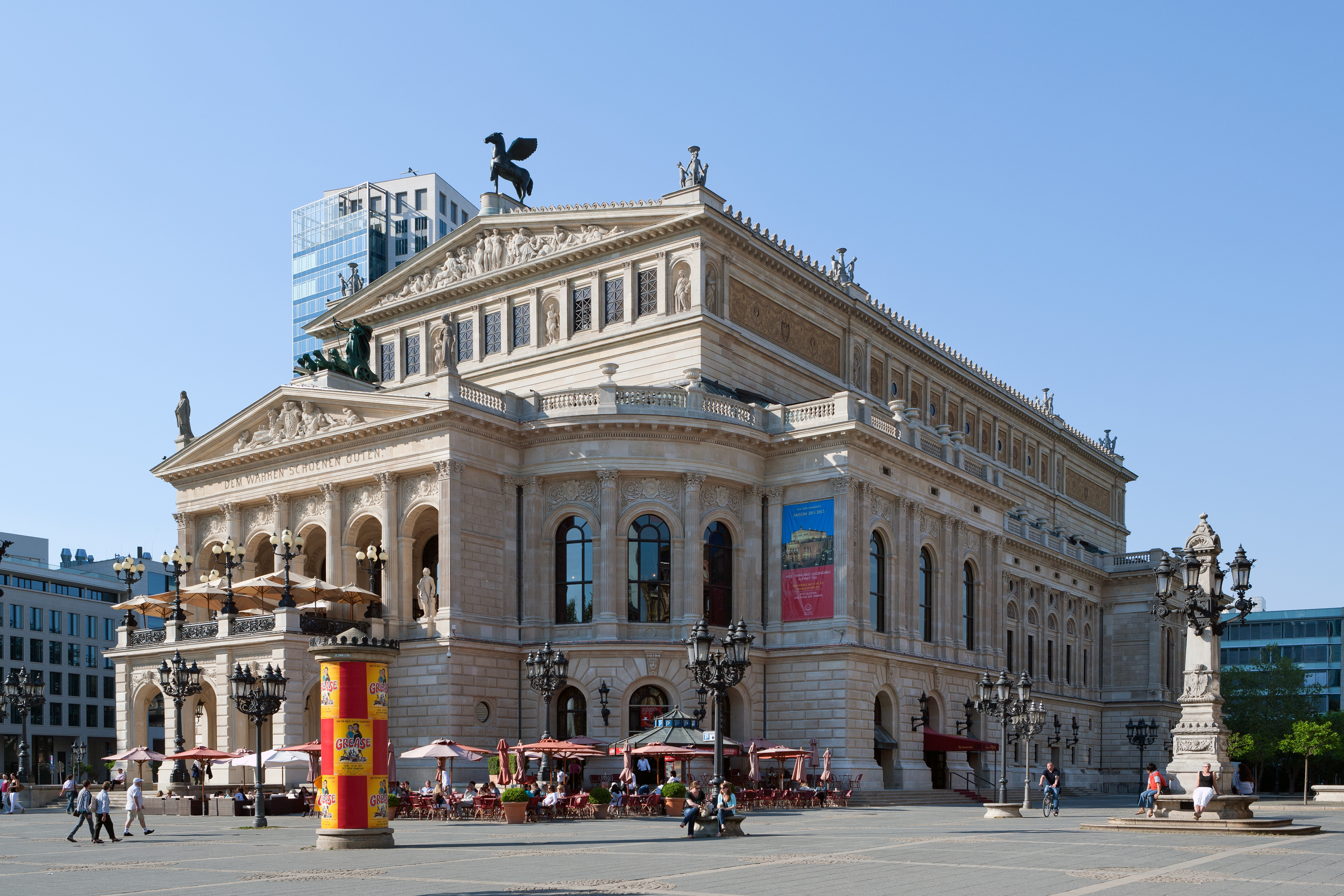
Nachbildung der Pegasus-Skulptur auf dem Giebel der wiederaufgebauten Alten Oper 2011

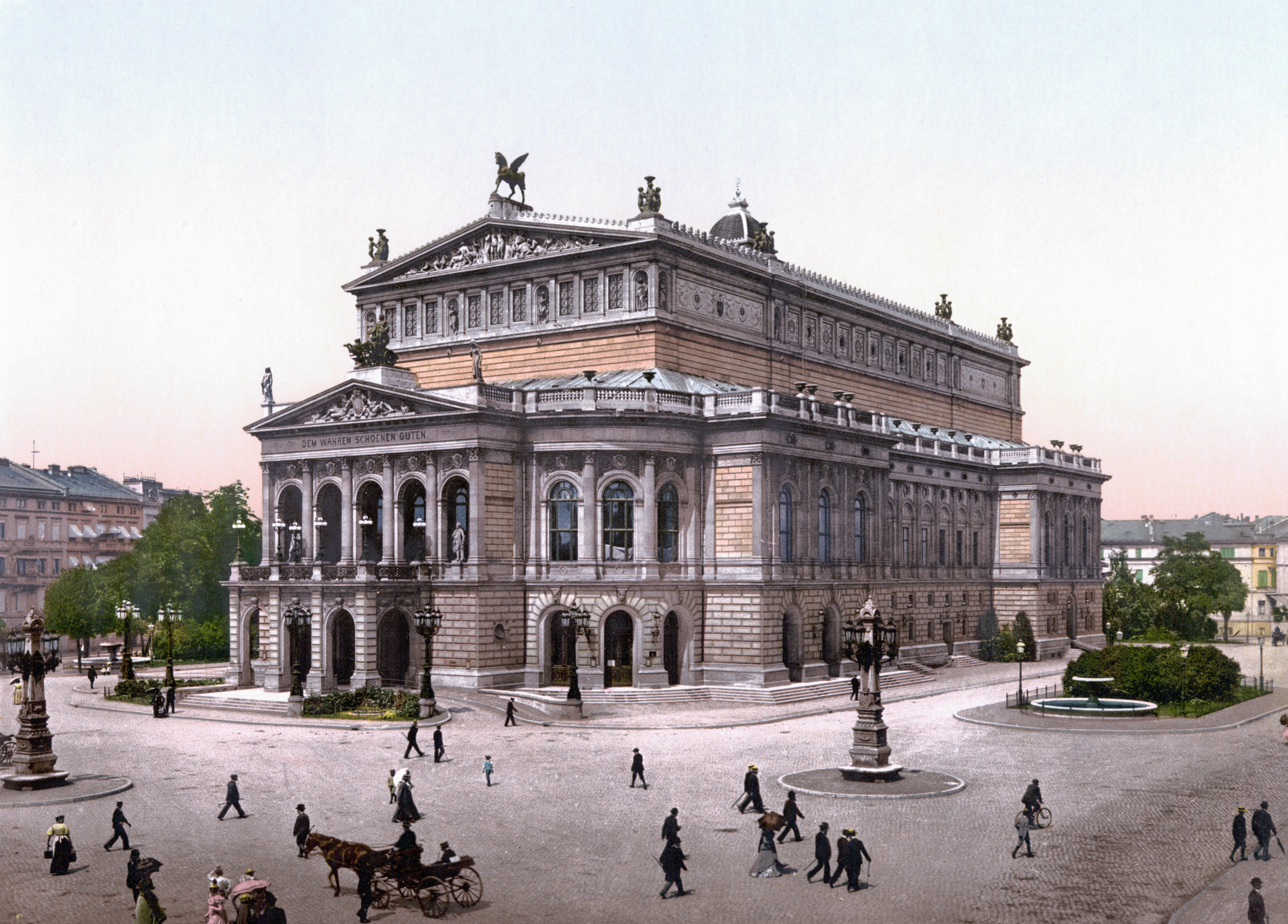
Original-Pegasus-Skulptur auf dem Giebel des Opernhauses um 1900

Die Pegasus-Skulptur ist eine Kupferfigur, die sich in Frankfurt am Main auf der höchsten Spitze des Giebels der Alten Oper befindet und das Fabeltier Pegasos darstellt. Im vorliegenden Fall wird die lateinische Schreibweise Pegasus verwendet.

## Geschichte
Auf dem Giebel der Hauptfassade des Opernhauses in Frankfurt am Main befand sich bis zur Zerstörung 1944 die Skulptur einer in Zink gegossenen Pegasus-Skulptur, die von Ludwig Brunow 1873 angefertigt wurde. Bei den Luftangriffen auf Frankfurt am Main im März 1944 brannte das Opernhaus ab; dabei verglühte auch die Pegasus-Skulptur. 1981 gestaltete Georg Hüter die Figur in Anlehnung an das verloren gegangene Vorbild neu und ließ diese in der Seligenstädter Schlosserei J. A. Ruppel produzieren. Als Material wurde getriebenes Kupferblech verwendet. Die Figur wurde 1983 unter großer Anteilnahme der Frankfurter Bürger mit einem Kran auf den Giebel des Opernneubaus gehoben. Die Nachschöpfung unterscheidet sich in einigen Details vom Original, wirkt schwerfälliger, weniger elegant und besitzt etwas breitere Flügel.

## Beschreibung und Symbolik
Das Fabeltier, das der griechischen Mythologie entstammt, besitzt den Körper eines Pferdes sowie die Flügel eines Adlers und vereint damit die symbolischen Aspekte des Pferdes, Vitalität und Kraft, mit denen des Vogels, Freiheit und Streben nach Transzendenz. Die Skulptur zeigte den Moment, als das Flügelross mit seinem Hufschlag die zum Dichten anregende, dem Apollon und den Musen heilige Quelle Hippokrene entspringen lässt.
Seit 2012 wird die Pegasus-Skulptur als Namensgeber für das Kinder- und Jugendprogramm „PEGASUS – Musik erleben“ verwendet, in dem die Alte Oper ein spezielles Programm für sehr junge Besucher zusammenstellt. Aufgrund der 2019 ausgebrochenen COVID-19-Pandemie musste das Veranstaltungsprogramm zeitweise stark reduziert werden, wird jedoch fortgeführt.
Eine besondere Würdigung erfuhr die Skulptur durch den schwedischen Komponisten Albert Schnelzer, der eine Auftragskomposition zur 40-Jahr-Feier der Alten Oper „Through the Eye of the Pegasus“ nannte.